# Саммерс, Оуэн
Оуэн Саммерс (англ. Owen Summers; 13 июня 1850, Броквилл, Онтарио — 21 января 1911, Портленд) — бизнесмен и законодатель штата Орегон, США, основатель Национальной гвардии штата Орегон. Парк полковника Саммерса в Портленде в Орегоне назван в его честь.

## Биография
Оуэн Саммерс появился на свет в Броквилле, Канада, 13 июня 1850 года одним из пяти детей Джона и Элизабет Энн Саммерс. Вскоре после его рождения семья переехала в Чикаго, штат Иллинойс, где Джон Саммерс занялся обувным делом. В 1856 году родители и одна из сестёр Оуэна умерли во время эпидемии холеры, оставшиеся четверо детей остались сиротами. Оуэн в возрасте семи лет устроился работать на ферму во Франкфорте, штат Иллинойс, недалеко от Чикаго. Он работал на ферме, зарабатывая на еду и одежду, и в то же время посещал школу поблизости так часто, как только мог.
В начале 1865 года Оуэн и четверо его друзей решили присоединиться к Армии Союза во время Гражданской войны в США 1861—1865 годов. Им было по четырнадцать лет, и вербовщики отказывали им шесть раз. Однако один из солдат согласился взять детей под свою ответственность, и им разрешили присоединиться к войскам. 1 февраля 1865 года Оуэн Саммерс был приписан к роте «H» 3-го Иллинойского кавалерийского полка, базировавшегося на востоке Миссисипи. Судя по этой дате, молодой Саммерс мог участвовать в битвах полка против индейцев сиу в Миннесоте и Дакоте, и, возможно, в некоторых сражениях конца войны.
В 1871 году после службы в армии Саммерс переехал в Чикаго и женился. Он пережил Великий чикагский пожар, во время пожара спас жену и нескольких соседей. После пожара Саммерс выполнял подрядные работы по восстановлению города. Он продолжил работать подрядчиком на Западном побережье, работая в Сан-Франциско и Сан-Диего. В 1879 году переехал в Портленд, штат Орегон, где организовал успешный бизнес по торговле посудой оптом и в розницу.
23 июля 1880 года в Портленде Оуэн Саммерс женился на Кларе Т. Олдс. Клара была дочерью первых пионеров в Орегоне. Мистер и миссис Саммерс принимали активное участие в работе многих общественных и благотворительных организаций Орегона. У пары был один ребёнок, Оуэн Саммерс-младший. Их сын участвовал во Второй мировой войне, дослужившись до звания генерал-майора и получив множество наград, включая Серебряную звезду и Пурпурное сердце.
В 1896 году Саммерс был выбран оценщиком Соединённых Штатов в порту Портленда, штат Орегон. На этой должности он отвечал за осмотр, оценку и классификацию всех товаров, облагаемых таможенными пошлинами при ввозе или вывозе из порта.
В 1886 году, работая в Ассамблее штата Орегон, Саммерс сыграл важную роль в принятии закона, в результате которого ополчение штата стало Национальной гвардией Орегона. Один из трёх новых гвардейских полков Саммерс лично организовал в 1883 году из ветеранов Гражданской войны. В начале Испано-американской войны гвардия была объединена во 2-й Орегонский добровольческий пехотный полк с Саммерсом в качестве командира. В мае 1898 года орегонские добровольцы были первым полком, отплывшим на Филиппины во время Испано-американской войны. Это была первая война за границей в истории США, и это был первый раз, когда бойцы Национальной гвардии Орегона сражались на чужой территории. 21 июня 2-й Орегонский полк участвовал в захвате и капитуляции Гуама. Прибыв в Манилу в августе, они приняли капитуляцию 15-тысячной испанской армии, после чего сражались с филиппинскими повстанцами, которые рассчитывали стать правительством новой независимой нации. 2-й Орегонский полк участвовал в ряде крупных сражений (всего в сорока двух боях на Филиппинах и Гуаме). Полк вернулся в Соединённые Штаты в 1899 году, где был выведен из состава армии. Оуэн Саммерс был удостоен звания бригадного генерала.
Оуэн Саммерс умер в Портленде, штат Орегон, 21 января 1911 года. Он и его сын похоронены на кладбище Ривер-Вью в Портленде.